# 'Bout Love
'Bout Love è il settimo album in studio del cantautore statunitense Bill Withers, pubblicato nel 1979.

## Tracce
1. All Because Of You (Bill Withers, Paul Smith) – 3:50
2. Dedicated To You My Love (Withers, Smith) – 4:47
3. Don't It Make It Better (Withers, Smith) – 4:12
4. You Got The Stuff (Withers, Smith, Keith Hatchell) – 7:14
5. Look To Each Other For Love (Withers, Smith) – 4:23
6. Love (Withers, Smith) – 4:57
7. Love Is (Withers, Smith) – 4:21
8. Memories Are That Way (Withers) – 5:06